# Hauptquartier des Kommandos des Obersten Befehlshabers
Das Hauptquartier des Kommandos des Obersten Befehlshabers, kurz: Stawka (Russisch: Ставка Верховного главнокомандующего, Transkription: Stawka Werchownowo glawnokomandujuschtschewo) war das  Oberkommando der Russischen Armee im Zarentum.
In Anlehnung an das Große Hauptquartier der Zarenarmee im Ersten Weltkrieg wurde auch die oberste Führungsebene der sowjetischen Roten Armee im Zweiten Weltkrieg so bezeichnet.

## Erster Weltkrieg
Mit der Mobilmachung am 30. Juli 1914 wurde Großfürst Nikolai Nikolajewitsch Romanow zum Oberbefehlshaber der Russischen Armee ernannt. Der Stawka-Sitz befand sich zunächst in Baranowitschi (heute Belarus); nach dem erfolgreichen deutschen Vorstoß 1915 wurde der Sitz nach Mogiljow verlegt. Am 23. Augustjul. / 5. September 1915greg. übernahm Zar Nikolaus II. selbst den Oberbefehl und ernannte General Alexejew zum Generalstabschef. Am 2. Märzjul. / 15. März 1917greg. setzte der Zar gleichzeitig mit seiner Abdankung wieder Nikolai Nikolajewitsch Romanow als Oberbefehlshaber ein. Nikolai Nikolajewitsch Romanow konnte sein Amt jedoch nicht mehr antreten. Nach ihm war Alexejew Höchstkommandierender, auf ihn folgte Alexei Alexejewitsch Brussilow, der wiederum am 18. Julijul. / 31. Juli 1917greg. von Lawr Georgijewitsch Kornilow abgelöst wurde. Als Kornilow am 27. Augustjul. / 9. September 1917greg. abgesetzt wurde, unternahm er einen erfolglosen Putschversuch.
Faktisch wurde die zaristische Kommandostruktur vom Volkskommissariat für Militär und Flotte (Volkskommissariat für Verteidigung; 1917 bildeten das zunächst Wladimir Antonow-Owsejenko, Nikolai Krylenko und Pawel Dybenko) abgelöst. Leo Trotzki war zunächst Volkskommissar für äußere Angelegenheiten und wurde am 14. März 1918 zum Volkskommissar für das Kriegswesen ernannt.

## Zweiter Weltkrieg
Zum Zeitpunkt des deutschen Überfalls auf die Sowjetunion am 22. Juni 1941 gab es keinen Oberbefehlshaber der Streitkräfte der UdSSR. Der Posten eines Oberbefehlshabers (Glawkom) war im Zuge der Militärreformen der 1920er-Jahre abgeschafft worden. An seine Stelle waren 1934 das Volkskommissariat für Verteidigung und der Militärrat getreten. 1938 wurden ein Hauptmilitärrat der Roten Armee (Glawny Wojenny Sowjet RKKA), ein entsprechendes Pendant für die Rote Flotte und dazu ein Verteidigungskomitee (Komitet oborony) geschaffen. Das höchste militärische Amt war 1941 somit der Volkskommissar für Verteidigung.
Unter der Verwendung der alten Bezeichnung aus der Zarenzeit wurde auf Beschluss der sowjetischen Regierung und des Zentralkomitees das Hauptquartier des Oberkommandos (Russisch: Ставка главнокомандующего, Transkription: Stawka glawnokomandujuschtschewo) geschaffen. Der Oberbefehl ging somit auf ein Kollegialorgan über, dem nominell Marschall Timoschenko als Volkskommissar für Verteidigung vorstand. Daneben gehörten alle Marschälle der Sowjetunion, der Generalstabschef und die Chefs der anderen Teilstreitkräfte dem Gremium an.
Oberkommandos (Glawkom): In den kommenden Wochen wurden die Mängel des kollektiven Führungsgremiums deutlich, als die deutschen Truppen weit in sowjetisches Gebiet vorstießen. Am 10. Juli 1941 verkündete Stalin daher eine grundlegende Umgestaltung der Kommando- und Führungsstrukturen. Zunächst wurden drei Oberkommandos (Russisch: Главнокомандование Transkription: Glawnokomandowanie, kurz: Glawkom) eingerichtet, die die Operationen der Roten Armee auf den drei Hauptachsen des deutschen Vormarsches koordinieren sollten:
- Marschall Woroschilow sollte zusammen mit Schdanow als politisches Mitglied des Militärrats im Nordwesten die Nordfront, Nordwestfront und die Baltische Flotte führen;
- Marschall Timoschenko war zusammen mit Bulganin für den Westen verantwortlich und
- Marschall Budjonny mit Chruschtschow für den Südwesten.

Oberstes Kommando: Gleichzeitig wurde das Große Hauptquartier in „Hauptquartier des Obersten Kommandos“ umbenannt und Stalin übernahm als Vorsitzender des Staatlichen Verteidigungskomitees auch den Vorsitz im Oberkommando, dem weiterhin
- Marschall der Sowjetunion Semjon Konstantinowitsch Timoschenko,
- Marschall der Sowjetunion Semjon Michailowitsch Budjonny,
- Marschall der Sowjetunion Kliment Jefremowitsch Woroschilow,
- Marschall der Sowjetunion Boris Michailowitsch Schaposchnikow und
- Armeegeneral Georgi Konstantinowitsch Schukow

angehörten.
Oberste Befehlshaber: Am 19. Juli 1941 wurde Stalin zum Volkskommissar für Verteidigung ernannt und schließlich am 8. August 1941 zum Obersten Befehlshaber berufen. Entsprechend wurde das Hauptquartier des Obersten Kommandos in „Hauptquartier des Obersten Befehlshabers“ umbenannt und folgende Besetzung festgelegt:
- Stalin – Oberster Befehlshaber
- G.K. Schukow – Stellvertreter des Obersten Befehlshabers
- Alexander Michailowitsch Wassilewski
- Alexei Innokentjewitsch Antonow
- Nikolai Alexandrowitsch Bulganin
- Nikolai Gerassimowitsch Kusnezow

Das Hauptquartier realisierte seine Tätigkeit unter der Leitung des Politbüros des Zentralkomitees der KPdSU und des Staatlichen Verteidigungskomitees der UdSSR, wodurch die Einheit des politischen und militärischen Kampfes verdeutlicht werden sollte. Auf den gemeinsamen Sitzungen des Politbüros, des Staatlichen Verteidigungskomitees und des Hauptquartiers wurden die wichtigsten Maßnahmen zur Vorbereitung und Führung der Feldzüge und strategischen Operationen beraten und Fragen der militärischen Lage des Landes behandelt.
Generalstab: Der Generalstab der Streitkräfte der UdSSR war das wichtigste operative Führungsorgan des Hauptquartiers zur strategischen Planung und zur Führung der Streitkräfte an den Fronten.